# 田村實

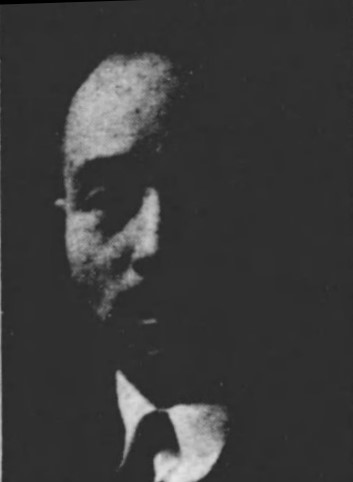
田村實

田村 實（たむら みのる、1889年（明治22年）2月28日 - 1941年（昭和16年）9月1日）は、大正から昭和前期の農業経営者、政治家。衆議院議員。

## 経歴
高知県長岡郡、のちの新改村（香美郡土佐山田町を経て現香美市）で、田村勇吉の長男として生まれる。1907年（明治40年）高知県立農林学校（現高知県立高知農業高等学校）を卒業した。
1916年（大正5年）土陽新聞社（現高知新聞）の東京支局記者に就任。1919年（大正8年）高知市会議員に選出され3期在任。その後、高知県会議員も務めた。その他、地方森林会議員、高知県水産会長、高知県織物同業組合長などを務めた。
1932年（昭和7年）2月の第18回衆議院議員総選挙で高知県第1区から立憲政友会所属で出馬して当選。次の第19回総選挙でも当選し衆議院議員を連続2期務めたが、当選無効訴訟が大審院で上告棄却となり高知地方裁判所の当選無効判決が確定し1937年（昭和12年）2月16日に議員を退職した。

## 親族
- 三男 田村良平（衆議院議員）[1][3]